# Wera Wassiljewna Korsakowa
Wera Wassiljewna Korsakowa (russisch Вера Васильевна Корсакова; geb. Semjonowa) (* 31. März 1941) ist eine ehemalige Leichtathletin aus der UdSSR.
Sie lief am 16. Juni 1968 in Riga in 10,2 Sekunden den letzten offiziellen Weltrekord über die 80 Meter Hürden und damit einen Rekord für die Ewigkeit. Seit 1969 laufen die Frauen über 100 m Hürden.
Bei den Olympischen Spielen 1968 in Mexiko-Stadt schied sie als Fünfte ihres Halbfinales mit 10,86 Sekunden aus. Ihre beste Platzierung bei den sowjetischen Meisterschaften war der dritte Platz 1967. 
Bei einer Größe von 1,64 m hatte sie ein Wettkampfgewicht von 56 kg.